# アンフィマコス (太守)
アンフィマコス（希：Ἀμφίμαχος, ラテン文字転記：Amphimachos, 生没年不明）は、マケドニア王アレクサンドロス3世（大王）の死後に太守に任じられた人物である。
これ以前の経歴は不明であるが、アンフィマコスはアレクサンドロス3世死後の紀元前321年のトリパラディソスの軍会でメソポタミアとアルベラ地方の太守に任じられた。アンフィマコスは「王の兄弟」と言われており、ピリッポス2世とラリサのフィリンナとの子であるとも言われる。紀元前317年からその翌年にかけてのアンティゴノスとエウメネスとの戦いではアンフィマコスはエウメネスに与し、パラエタケネの戦いでは騎兵部隊を率いた。しかし、翌年にエウメネスはアンティゴノスに滅ぼされてエウメネスの同盟者たちはアンティゴノスの軍門に下ったり、あるいはアンティゴノスに処刑されるなどしたが、アンフィマコスの名は言及されておらず、エウメネス最後の戦いであるガビエネの戦いで戦死したかアンティゴノスによって処刑された可能性もあるが、エウメネス死後のアンフィマコスのはっきりした消息については不明である。

## 註
1. ↑  ディオドロス, XVIII. 39
2. ↑  Heckel, Waldemar, p.22
3. ↑  ディオドロス, XIX. 27

## 参考サイト
- ディオドロスの『歴史叢書』の英訳版
- Heckel, Waldemar. Who's Who in the Age of Alexander the Great  (P. J. Rhodes, R. Osborne: Greek Historical Inscriptions 404–323 BC.)